# Sixto Durán Ballén
Sixto Durán-Ballén Cordovez (ur. 14 lipca 1921 w Bostonie, zm. 15 listopada 2016 w Quito) – ekwadorski architekt i polityk, prezydent kraju w latach 1992–1996.

## Życiorys
Urodził się w Bostonie w Stanach Zjednoczonych. Studiował architekturę w Nowym Jorku. Już jako profesor wykładał projektowanie na wydziale architektury na Centralnym Uniwersytecie Ekwadoru w stołecznym Quito, którego później został burmistrzem. Następnie był szefem banku budownictwa mieszkaniowego. W 1978 przegrał wybory prezydenckie kilkoma procentami głosów. Wygrał je w 1992 i do 1996 sprawował urząd prezydenta Ekwadoru. Przeprowadził szereg reform gospodarczych i socjalnych.
Zmarł 15 listopada 2016 w Quito, w wieku 95 lat.